# Schaferina
Schaferina es un género de foraminífero bentónico de la familia Discorbidae, de la superfamilia Discorboidea, del suborden Rotaliina y del orden Rotaliida. Su especie tipo es Schaferina annamaryae. Su rango cronoestratigráfico abarca el Holoceno.

## Clasificación
Schaferina incluye a las siguientes especies:
- Schaferina annamaryae
- Schaferina bicornis